# Vuelo 864 de EgyptAir
El vuelo 864 de EgyptAir fue un vuelo internacional programado desde el Aeropuerto de Roma-Fiumicino hacia el Aeropuerto Internacional de Tokio-Haneda, con escalas en El Cairo, Bombay y Bangkok. El 25 de diciembre de 1976, el Boeing 707 se estrelló contra un complejo industrial en Bangkok. Murieron las 52 personas a bordo, además de 19 personas en tierra.

## Aeronave
La aeronave era un Boeing 707-366C que realizó su primer vuelo el 25 de agosto de 1973. Estaba registrada como SU-AXA y fue entregada a EgyptAir, entrando en servicio el 20 de septiembre del mismo año.[cita requerida] Estaba propulsada por motores turbofán Pratt & Whitney JT3D-7.

## Accidente
El vuelo 864 era un servicio internacional regular de pasajeros desde Roma a Tokio, con escalas en El Cairo, Bombay y Bangkok. Con 9 tripulantes y 43 pasajeros a bordo, el vuelo 864 se aproximaba a Bangkok. A las 20:30 GMT (03:30 hora local), la tripulación se comunicó con el controlador de aproximación e informó estar a una distancia de 33 millas náuticas (38,0 mi; 61,1 km) del radiobaliza del aeropuerto. En ese momento, las condiciones eran tranquilas, con nubosidad de 2/8 a 4/8 en el límite inferior de 300 metros (984,3 pies), una temperatura del aire de 25 grados Celsius (77,0 °F) y un punto de rocío de 24 grados Celsius (75,2 °F), visibilidad de 4000 metros (13 123,4 pies), y una presión atmosférica de 1007 mB. Tras recibir el vector de radar hacia la radiobaliza no direccional (NDB) "BK", la tripulación comenzó la aproximación a la pista 21L. La tripulación informó sus observaciones. El controlador autorizó el aterrizaje, y la tripulación confirmó la transmisión. Alrededor de las 03:45, la aeronave se estrelló contra un edificio de una fábrica textil en una zona industrial de la ciudad, situada a unos 2 kilómetros (1,2 mi; 1,1 nmi) al noreste del extremo de la pista 21L. El avión explotó al impactar, y murieron las 52 personas a bordo. La fábrica también fue destruida, con 19 personas fallecidas en tierra. El número total de víctimas fue de 71 personas. En ese momento, fue el desastre aéreo más mortífero ocurrido en Tailandia.

## Causa
Se determinó que la causa del accidente fue un error del piloto. EgyptAir afirmó que la torre de control de Bangkok no proporcionó información meteorológica adecuada a la tripulación del vuelo 864. Además, la tripulación redujo la velocidad vertical de la aeronave y no monitoreó correctamente su altitud.